# 장안사 대웅전
장안사 대웅전(長安寺 大雄殿, 영어: Daeungjeon Hall of Jangansa Temple, Gijang)은 부산광역시 기장군 장안읍, 장안사에 있는 대웅전이다. 1974년 12월 28일 경상남도의 유형문화재 제118호로 지정되었다가, 1995년 12월 15일 부산광역시의 기념물 제37호로 변경 지정되었으며, 2012년 8월 6일 대한민국의 보물 제1771호로 승격 지정되었다.

## 현지 안내문
장안사는 통일신라 문무왕 13년(673) 원효대사가 창건한 사찰로, 중심건물인 대웅전을 비롯하여 명부전(冥府殿), 응진전(應眞殿), 산신각(山神閣) 등의 건물이 있다.
장안사 대웅전은 김방한의 ‘장안사대웅전기’(長安寺大雄殿記)와 근래에 발견된 ‘묵서명’에서 건물의 중건 및 중수연대가 명확히 규명되어, 부산 지역에서 다포식 건물 중 가장 오래된 건물로 알려져 있다.
이 건물은 조선 효종 8년(1657)에 새로 지었고, 이후 영조 20년(1744)에 연목 부분의 수리가 있었으며, 1948년과 1951년에 부분적인 보수가 있었다. 앞면 3칸·옆면 3칸의 규모로, 옆면에서 볼 때 여덟 팔(八)자 모양인 화려한 팔작지붕을 얹었다. 지붕처마를 받치면서 기둥 윗부분을 장식해 주는 공포는 기둥 윗부분 외에도 기둥사이에도 설치되어 있다. 건물 안에는 본존불인 석가여래를 중심으로 오른쪽은 아미타여래불, 왼쪽은 약사여래불을 모시고 있다. 건물이 비교적 높고 견실하게 건립되어, 사찰의 중심건물로서의 웅장한 기상이 잘 나타나 있다.
앙곡이 강한 지붕, 정·배면의 공포 짜임새, 정면의 어칸 및 좌·우 협칸의 창호 구성, 보개천장 등의 양식적 특징을 보여주고 있을 뿐 아니라, 주요 구조재와 단청이 중창 때의 모습을 잘 간직하고 있어 역사적·건축사적·학술적으로 가치가 높다.

## 참고 문헌
- 이 문서에는 다음커뮤니케이션(현 카카오)에서 GFDL 또는 CC-SA 라이선스로 배포한 글로벌 세계대백과사전의 "《기장 장안사 대웅전》" 항목을 기초로 작성된 글이 포함되어 있습니다.

## 같이 보기
- 장안사

## 참고 자료
- 기장 장안사 대웅전 - 국가유산청 국가유산포털